# Маткожненське будівництво та ВТТ
Маткожненське будівництво та ВТТ (рос. МАТКОЖНЕНСКОЕ СТРОИТЕЛЬСТВО И ИТЛ, Маткожлаг) — підрозділ, що діяв в системі виправно-трудових установ СРСР з кінця 1940 по 28.06.41.

## Підпорядкування і дислокація
- ГУЛГТС (Головгідробуд).

Дислокація: Карело-Фінська РСР, роз'їзд Сосновець Кіровської залізниці.

## Виконувані роботи
- будівництво алюмінієвого заводу,
- будівництво Маткожненської і Ондської ГЕС,
- 30.04.41 з Білбалтлагу передано будівництво Біломорського порту.

## Чисельністьз/к
- 01.01.41 — 3923,
- 01.02.41 — 13 000,
- 01.07.41 — 21 134